# 二層行清王宮
22°55′00″N 120°13′26″E / 22.91676°N 120.22376°E

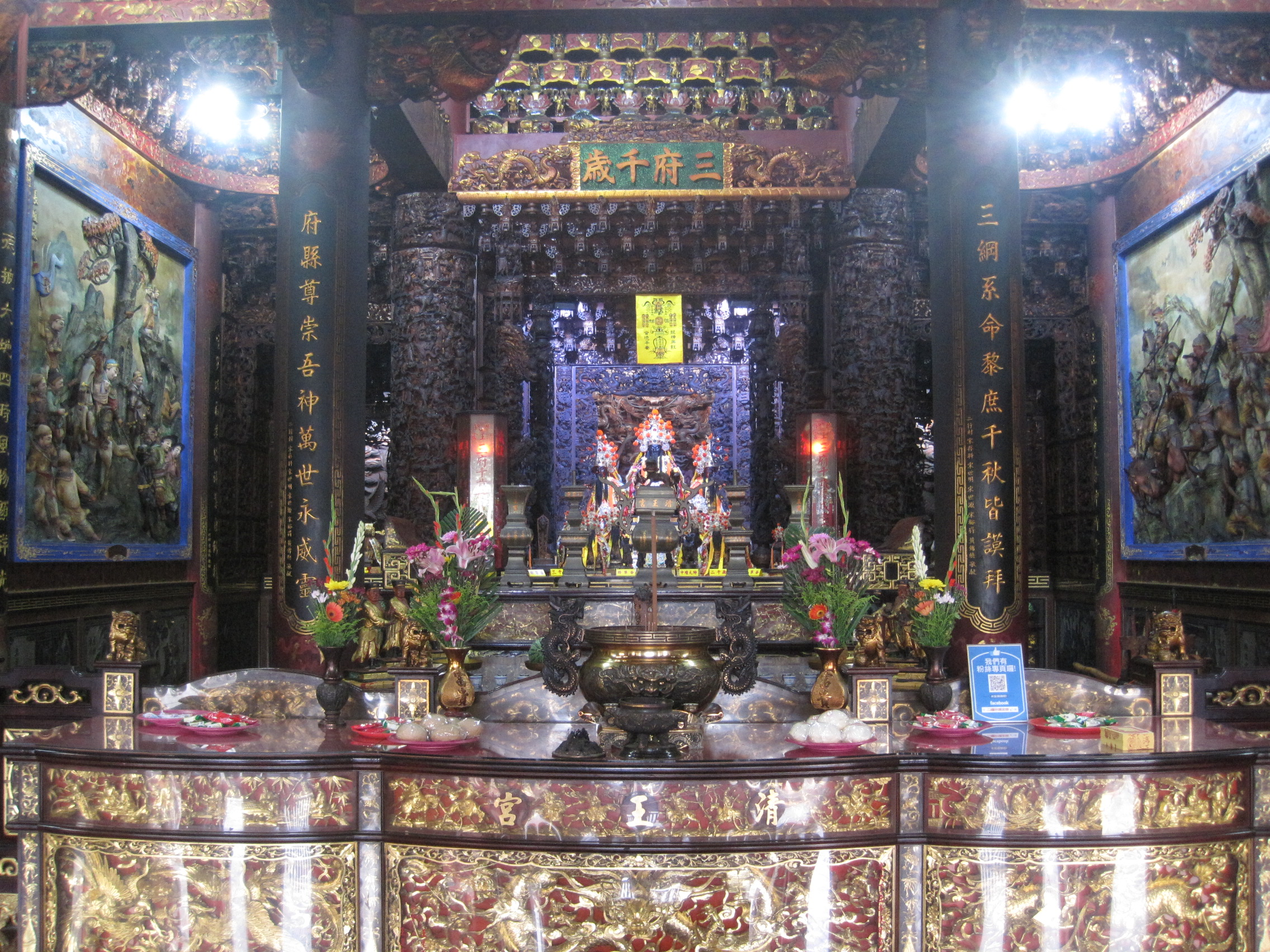
正殿

二層行清王宮位於臺灣臺南市仁德區，舊稱「清王廟」，是主祀三府千歲（千歲爺）的廟宇，也是二層行、塗庫、港崎頭仔等地區的信仰中心。其主神之一的清府千歲，據《臺南州祠廟名鑑》的記載，是鄭成功的部將，於鎮守此地時身亡，後來葬於此處並被居民供奉。另有說法此人名為「楊大陣」，有進士身分，日後為避「崇明反清」之嫌，才稱為「清」府千歲。

## 沿革
清王宮舊稱清王廟，其由來據說是過去有明鄭部將鎮守此地時身亡，葬於此處後威靈顯赫、有求必應，因而被當地居民供奉。又有一說是此處過去曾有明鄭的文官進士「楊大陣」之墓，因當地居民感念其功績而時常參拜，久之頗為靈驗後來到了嘉慶三年（1798年）有官員董泳也到此墓參拜，並提議建廟。此後屢有修建。
日治時期昭和年間，有地方士紳吳賜、楊邦等募款重建。
二次大戰後，廟名改為清王宮。由於清王宮所在地過去地勢較低，遇大雨容易積水且水深及膝，所以地方耆老宋文通，陳典、陳金伴等商議後決定將廟宇所在地填高並重建廟宇。而關於此次重修《仁德鄉誌》記載是民國50年（1961年）動工，次年（1962年）4月完工。廟方沿革誌碑文則記載說是民國55年（1966年）倡議重修，民國56年（1967年）開始重建，次年（1968年）民國57年竣工。
二次大戰後，清王宮在民國79年（1990年）進行重建，到了民國86年（1997年）才完工。

## 祭祀
清王宮除了主祀的三府千歲之外，還供奉有福德正神、註生娘娘、城隍爺、虎爺等神祇。而三府千歲分別是大千歲朱府千歲（鄭成功）、二千歲謝府千歲（謝岩）、三千歲清府千歲（楊大陣）。

## 儀式
清王宮在每年農曆二月的第二個週六、週日，會舉行「謝公愿」的儀式。其內容包括拜天公、安營遶境、煮油除穢、過火、過七星平安橋、乞平安龜、發財金等等。其中過火儀式是在週六下午舉行，地點在廟右前方的草地上。待法師舉行科儀，開啟火門後，參舉者即赤腳扛神轎或捧神像踏火而過。最後再由法師關火門謝壇。而清王宮晚上舉行「造橋過限」儀式的七星平安橋並非直橋，而是兩側繪有十二生肖的曲折狀橋，底下並有七個香爐。參與者購買紙製的生肖替身後先到橋頭給中壇元帥祭解，然後過橋，橋上有家將與福德正神神像。過橋後，向橋旁安置的三個香案祭拜神明，最後將替身交給廟方人員火化，象徵將災厄度給替身承擔。

## 周邊設施
- 古萬年縣治紀念碑